# Suwisit Meeboon
Suwisit Meeboon (thailändisch สุวิศิษฎ์ มีบุญ, * 23. September 1999) ist ein thailändischer Fußballspieler.

## Karriere
Suwisit Meeboon steht seit 2020 beim Navy FC unter Vertrag. Der Verein aus Sattahip spielt in der zweiten thailändischen Liga, der Thai League 2. Die Saison 2020/21 kam er nicht zum Einsatz. Sein Zweitligadebüt gab Suwisit Meeboon am 13. Oktober 2021 (8. Spieltag) im Auswärtsspiel gegen den Ayutthaya United FC. Hier wurde er in der 81. Minute für Jakrayut Vivatvanit eingewechselt. Ayutthaya gewann das Spiel mit 4:0. Nach der Hinrunde 2021/22 wechselte er zum ebenfalls in Satthahip beheimateten Air and Coastal Defence Command FC. Der Verein spielte in der Eastern Region der dritten Liga. Hier kam er zweimal zum Einsatz. Zu Beginn der Saison 20228/23 kehrte er zum Navy FC, der mittlerweile in die dritte Liga abgestiegen war, zurück. Mit der Navy trat er ebenfalls in der Eastern Region an. Nach zwei Spielen für die Navy kehrte er im Sommer wieder zum ACDC FC zurück.